# Meikirch
Meikirch é uma comuna da Suíça, localizada no Cantão de Berna, com 2.345 habitantes, de acordo com o censo de 2010 . Estende-se por uma área de 10,23 km², de densidade populacional de 228 hab/km². Confina com as seguintes comunas: Kirchlindach, Schüpfen, Seedorf e Wohlen bei Bern.
A língua oficial desta comuna é o alemão.

## Idiomas
De acordo com o censo de 2000, a maioria da população fala alemão (95,4%), sendo o francês a segunda língua mais comum, com 1,0%, e, em terceiro lugar, o italiano, com 0,8%.